# Ehregott Ulrich Warnekros
Ehregott Ulrich Warnekros, auch Timotheus Ulrich Warnekros, (* 11. Mai 1779 in Greifswald; † 17. Januar 1830 ebenda) war ein deutscher Mediziner und Stadtphysikus von Greifswald.

## Leben
Der Sohn des Juristen David Wilhelm Warnekros besuchte die Greifswalder Stadtschule und von 1796 bis 1805 die Universitäten in Jena, Wien, München, Tübingen, Paris, Göttingen und Berlin. Seine Promotion zum Doktor der Medizin erfolgte 1803 an der Universität Jena. Nach seiner Rückkehr in die Heimat 1806 arbeitete er als Arzt und Privatdozent. 1807 Adjunkt und war von 1813 bis 1819 außerordentlicher Professor an der Medizinischen Fakultät der Universität Greifswald. Er verfasste in dieser Zeit mehrere Abhandlungen über Geburtshilfe. Seit 1807 war er Assessor am königlichen Gesundheitskollegium und zweiter Arzt des Landeslazaretts. 1810 wurde er Aufseher des anatomischen Theaters und der Veterinäranstalt. Die Ernennung zum Stadtphysikus sowie zum Direktor und ersten Arzt des Landeslazaretts erhielt er 1818.
Ehregott Ulrich Warnekros war mit Carolina, der Tochter des Theologen Theophilus Coelestinus Piper, verheiratet und hatte mit ihr fünf Kinder. Seine umfangreiche Sammlung von Kupferstichen wurde 1831 versteigert.